# مركز الجزيرة للحريات العامة وحقوق الإنسان
مركز الجزيرة للحريات العامة وحقوق الإنسان هو فرع من فروع شبكة الجزيرة أطلق في الأول من نوفمبر/تشرين الثاني سنة 2008، بهدف تعزيز ثقافة حقوق الإنسان والحريات العامة في الدول العربية بشكل خاص، يرأسه الصحفي سامي الحاج، ومقره العاصمة القطرية الدوحة، ويهدف المركز إلى إشاعة احترام حقوق الإنسان والحريات العامة في العالم عامة، والمنطقة العربية خاصة، والمساهمة في توعية المجتمع في مجال حقوق الإنسان وتدريب وبناء قدرات إعلاميي الشبكة في مجال حقوق الإنسان والقانون الدولي الإنساني، إلى جانب الدفاع عن صحفيي شبكة الجزيرة والتضامن مع ضحايا انتهاكات حرية الصحافة في العالم، ونشر ثقافة حقوق الإنسان بين جمهور الشبكة، كما أطلق مركز الحريات العامة وحقوق الإنسان في ديسمبر/كانون الأول 2015 موقعا إلكترونيا عبارة عن منصة حقوقية إعلامية متخصصة في مجال حقوق الإنسان.